# Педралбес (писта)
Педралбес е писта за провеждане на автомобилни и мотоциклетни състезания, намираща се в Барселона, Испания.

## История
Пистата е домакин на два старта за голямата награда на Испания от Формула 1, в началото на 50-те години на ХХ век, но зареди Трагедията на Льо Ман от 1955 година, когато са въведени много по-строги правила за безопасност, пистата отпада от календарите като състезателно място.

## Характеристика
Пистата е с дължина 6,316 km (3,925 мили), като състезания на нея се провеждат за първи път през 1946 година. Разположена е в западните покрайнини на града, непосредствено до предградието Педралбес, като в себе си включва широки улици и действителни кръстовища и шикани. Поради много динамичната си структура, пистата е любима както на пилотите, така и на феновете.

## Победители във Формула 1
| Година | Пилот              | Конструктор | Писта     | Статистика |
| ------ | ------------------ | ----------- | --------- | ---------- |
| 1954   | Майк Хоторн        | Ферари      | Педралбес | Статистика |
| 1951   | Хуан Мануел Фанджо | Алфа Ромео  | Педралбес | Статистика |